# 헬만-파인만 정리
양자역학에서 헬만-파인만 정리(Hellmann–Feynman theorem)는 특정 매개변수에 대한 총 에너지의 도함수를, 동일한 매개변수에 대한 해밀토니언에서 유도되는 기댓값과 연관시킨다. 가장 흔한 응용은 (핵의 위치를 매개변수로 하여) 분자 구조 내부의 힘을 계산할 때인데, 이에 따르면 전자의 공간 분포가 일단 슈뢰딩거 방정식에 의해 결정되면 그 때부터 계의 모든 힘들은 고전 정전기역학에 의해 기술할 수 있게 된다.
이 정리는 파울 구팅거(1932), 볼프강 파울리(1933), 한스 헬만(1937), 리처드 파인만(1939). 등 여러 사람들에 의해 독립적으로 증명되었다.
정리는 식으로 쓰면
{\displaystyle {\frac {\partial E}{\partial {\lambda }}}=\int {\psi ^{*}(\lambda ){\frac {\partial {{\hat {H}}_{\lambda }}}{\partial {\lambda }}}\psi (\lambda )\ d\tau }=\langle \psi (\lambda )|{\frac {\partial {\hat {H}}_{\lambda }}{\partial \lambda }}|\psi (\lambda )\rangle }
이며, 이 때
- {\displaystyle {\hat {H}}_{\lambda }}은 연속매개변수 {\displaystyle \lambda \,}에 종속되는 해밀토니안 연산자(operator),
- {\displaystyle \psi (\lambda )\,}는 {\displaystyle \lambda \,}에 속으로 종속되는 해밀토니안의 파동함수(고유함수),
- {\displaystyle E\,}는 파동함수의 에너지(고윳값)이며,
- {\displaystyle d\tau \,}는 파동함수의 정의역에 대한 적분을 의미한다.

## 증명
헬만-파인만 정리의 증명은 파동함수가 해밀토니안의 고유함수임을 요구하지만 정확히 그렇게 될 필요는 없다. 예를 들어 하트리-폭 방법에서 파동함수는 실제의 파동함수에 대한 상대적으로 거친 근사이지만, 해밀토니안에 의해 변분법적으로 최적화되기 때문에 헬만-파인만 정리를 적용할 수 있다. 헬만-파인만이 적용될 수 없는 중요한 예는 이를테면 유한차수 묄러-플레셋 섭동이론인데, 이것은 변분법적이 아니다.
증명은 규격화된 파동함수의 항등식을 이용하는데, 파동함수가 그 자신과의 중첩이 영이 되도록 이끌어내기 위해서이다. 이것들은 디랙의 브라-켓 표기법을 쓰면
{\displaystyle {\hat {H}}_{\lambda }|\psi (\lambda )\rangle =E_{\lambda }|\psi (\lambda )\rangle ,}
{\displaystyle 1=\langle \psi (\lambda )|\psi (\lambda )\rangle \Rightarrow 0={\frac {\partial }{\partial \lambda }}\langle \psi (\lambda )|\psi (\lambda )\rangle }
으로 나타내어진다. 그 다음 λ의 함수로써의 해밀토니언 기댓값을 주는 곱 규칙을 따르면 증명이 완성된다:
{\displaystyle {\begin{aligned}{\frac {\partial E_{\lambda }}{\partial \lambda }}&={\frac {\partial }{\partial \lambda }}\langle \psi (\lambda )|{\hat {H}}_{\lambda }|\psi (\lambda )\rangle \\&=\langle {\frac {\partial \psi (\lambda )}{\partial \lambda }}|{\hat {H}}_{\lambda }|\psi (\lambda )\rangle +\langle \psi (\lambda )|{\hat {H}}_{\lambda }|{\frac {\partial \psi (\lambda )}{\partial \lambda }}\rangle +\langle \psi (\lambda )|{\frac {\partial {\hat {H}}_{\lambda }}{\partial \lambda }}|\psi (\lambda )\rangle \\&=E_{\lambda }\langle {\frac {\partial \psi (\lambda )}{\partial \lambda }}|\psi (\lambda )\rangle +E_{\lambda }\langle \psi (\lambda )|{\frac {\partial \psi (\lambda )}{\partial \lambda }}\rangle +\langle \psi (\lambda )|{\frac {\partial {\hat {H}}_{\lambda }}{\partial \lambda }}|\psi (\lambda )\rangle \\&=E_{\lambda }{\frac {\partial }{\partial \lambda }}\langle \psi (\lambda )|\psi (\lambda )\rangle +\langle \psi (\lambda )|{\frac {\partial {\hat {H}}_{\lambda }}{\partial \lambda }}|\psi (\lambda )\rangle \\&=\langle \psi (\lambda )|{\frac {\partial {\hat {H}}_{\lambda }}{\partial \lambda }}|\psi (\lambda )\rangle .\end{aligned}}}

## 응용 예제

### 분자힘
헬만-파인만 정리의 가장 일반적인 응용은 분자들 사이의 분자간 힘을 계산하는 것이다. 이것은 전자와 다른 핵에 의해 핵들에 힘이 가해지는 좌표가 상쇄되는 평형 기하를 계산할 수 있게 해준다. 매개변수 λ는 핵들의 좌표에 대응된다. 분자 내부에 전자가 1 ≤ i ≤ N만큼 있고 좌표는 {ri}이며, 또한 핵이 1 ≤ α ≤ M 만큼 있고 각각은 좌표 {Rα={Xα,Yα,Zα)}과 핵전하Zα를 가질 때, 여러 핵들의 해밀토니안은
{\displaystyle {\hat {H}}={\hat {T}}+{\hat {U}}-\sum _{i=1}^{N}\sum _{\alpha =1}^{M}{\frac {Z_{\alpha }}{|\mathbf {r} _{i}-\mathbf {R} _{\alpha }|}}+\sum _{\alpha }^{M}\sum _{\beta >\alpha }^{M}{\frac {Z_{\alpha }Z_{\beta }}{|\mathbf {R} _{\alpha }-\mathbf {R} _{\beta }|}}}
이다. 이때 주어진 핵의 x축 성분은 해당 좌표에 대한 전체 에너지의 미분의 음의 값과 같다. 여기에 헬만-파인만 정리를 적용하는 것은
{\displaystyle F_{X_{\gamma }}=-{\frac {\partial E}{\partial X_{\gamma }}}=-\langle \psi |{\frac {\partial {\hat {H}}}{\partial X_{\gamma }}}|\psi \rangle }
와 같다.
해밀토니안에서 단지 두 성분만이 필요한 미분에 기여를 하는데 – 전자-핵과 핵-핵 항이 이에 해당한다. 이제 해밀토니안의 미분은
{\displaystyle {\begin{aligned}{\frac {\partial {\hat {H}}}{\partial X_{\gamma }}}&={\frac {\partial }{\partial X_{\gamma }}}\left(-\sum _{i=1}^{N}\sum _{\alpha =1}^{M}{\frac {Z_{\alpha }}{|\mathbf {r} _{i}-\mathbf {R} _{\alpha }|}}+\sum _{\alpha }^{M}\sum _{\beta >\alpha }^{M}{\frac {Z_{\alpha }Z_{\beta }}{|\mathbf {R} _{\alpha }-\mathbf {R} _{\beta }|}}\right),\\&=Z_{\gamma }\sum _{i=1}^{N}{\frac {x_{i}-X_{\gamma }}{|\mathbf {r} _{i}-\mathbf {R} _{\gamma }|^{3}}}-Z_{\gamma }\sum _{\alpha \neq \gamma }^{M}Z_{\alpha }{\frac {X_{\alpha }-X_{\gamma }}{|\mathbf {R} _{\alpha }-\mathbf {R} _{\gamma }|^{3}}}\end{aligned}}}
을 얻는다.
헬만-파인만 정리에 이것을 넣으면 주어진 핵의 x-성분의 힘을 전기 밀도 (ρ(r))와 아원자 좌표 그리고 핵전하에 대한 식의 꼴로 얻게 된다:
{\displaystyle F_{X_{\gamma }}=-Z_{\gamma }\left(\int \mathrm {d} \mathbf {r} \ \rho (\mathbf {r} ){\frac {x-X_{\gamma }}{|\mathbf {r} -\mathbf {R} _{\gamma }|^{3}}}-\sum _{\alpha \neq \gamma }^{M}Z_{\alpha }{\frac {X_{\alpha }-X_{\gamma }}{|\mathbf {R} _{\alpha }-\mathbf {R} _{\gamma }|^{3}}}\right).}

### 기댓값
헬만-파인만 이론의 또 다른 접근은 단지 미분이 되게 하기 위한 연속적인 변수를 위해 해밀토니안에서 나오는 고정된 혹은 이산 매개변수를 취급할 때이다. 가능한 매개변수는 이를테면 물리상수 혹은 이산적인 양자수들이다. 예를 들어, 수소원자의 지름 슈뢰딩거 방정식은
{\displaystyle {\hat {H}}_{l}=-{\frac {\hbar ^{2}}{2\mu r^{2}}}\left({\frac {\mathrm {d} }{\mathrm {d} r}}\left(r^{2}{\frac {\mathrm {d} }{\mathrm {d} r}}\right)-l(l+1)\right)-{\frac {Ze^{2}}{r}}}
이 되며, 이것은 이산 방위양자수 l에 의존한다. l을 연속 매개변수로 취급하는 것은 해밀토니안의 미분이
{\displaystyle {\frac {\partial {\hat {H}}_{l}}{\partial l}}={\frac {\hbar ^{2}}{2\mu r^{2}}}(2l+1)}
으로 되게 한다.
이제 헬만-파인만 정리는 수소꼴 원자에서의 {\displaystyle {\frac {1}{r^{2}}}}의 기댓값이 다음과 같이 결정될 수 있게 한다:
{\displaystyle {\begin{aligned}\langle \psi _{nl}|{\frac {1}{r^{2}}}|\psi _{nl}\rangle &={\frac {2\mu }{\hbar ^{2}}}{\frac {1}{2l+1}}\langle \psi _{nl}|{\frac {\partial {\hat {H}}_{l}}{\partial l}}|\psi _{nl}\rangle \\&={\frac {2\mu }{\hbar ^{2}}}{\frac {1}{2l+1}}{\frac {\partial E_{n}}{\partial l}}\\&={\frac {2\mu }{\hbar ^{2}}}{\frac {1}{2l+1}}{\frac {\partial E_{n}}{\partial n}}{\frac {\partial n}{\partial l}}\\&={\frac {2\mu }{\hbar ^{2}}}{\frac {1}{2l+1}}{\frac {Z^{2}\mu e^{4}}{\hbar ^{2}n^{3}}}\\&={\frac {Z^{2}\mu ^{2}e^{4}}{\hbar ^{4}n^{3}(l+1/2)}}.\end{aligned}}}

### 반데발스 힘
그의 논문 말미에서 파인먼은, "반데발스 힘은 높은 응축 상태인 핵들의 전하분포에서 비롯되는 것으로도 해석될 수 있다. 슈뢰딩거 섭동이론에서, 두 원자가 지름에 비해 훨씬 큰 R만큼 떨어져 있으면 각각의 핵 내부의 전하 분포가 대칭에서 비뚤어지게 되어 각각에서 쌍극자모멘트가 차수 1/R7로 생성되는 결과를 낳는다. 따라서 각각의 핵 내부의 음의 전하분포는 핵 자체의 질량중심이 다른 핵을 향해 약간 이동하게 만든다. 이것은 쌍극자들 끼리가 반데발스 힘을 낳는 상호작용을 일으킨다는 것이 아니며, 오히려 각각의 핵에서 자체의 전자들이 흐트려진 전하 분포를 가지는 것에 대해 핵들 서로가 끌어당기는 인력이 1/R7으로 만들어지는 것이다"라고 하였다.